# Infarctus
Pour les premiers secours en cas d'un infarctus du cœur, voir Infarctus_du_myocarde#Premiers_secours.
Pour les premiers secours en cas de l’arrêt des battements du cœur, voir Réanimation_cardiopulmonaire#Principes_et_pratique_de_la_réanimation_cardiopulmonaire.
 Mise en garde médicale
Un infarctus est la nécrose des tissus d'un organe à la suite de l'arrêt prolongé, brutal ou non, de la vascularisation. Conséquence de l'ischémie, un infarctus peut être d'origine artérielle, cas le plus fréquent, ou veineuse. Il s'agit de la nécrose irréversible des tissus en aval du thrombus, par manque d'oxygène et de nutriments, et par défaut de drainage,.
L'adjectif en rapport est infarci ; et il s'agit d'infarcissement.
La cause de loin la plus fréquente est l'athérome. L'athérome est une maladie des artères liée à la formation de plaques, constituées principalement de calcium et de fibrogène qui les obstruent progressivement. En se détachant ou en se fissurant, ces plaques peuvent provoquer l'apparition d'un caillot sanguin qui va boucher le vaisseau.

## Étymologie
Le mot infarctus est issu du verbe latin « infarcire », signifiant remplir.

## Physiopathologie
L'infarctus est l'évolution ultime de l'ischémie. Celle-ci survient lorsque l'apport tissulaire en oxygène est insuffisant. Une ischémie prolongée entraîne la mort cellulaire, principalement par déclenchement de l'apoptose,.
Le territoire infarci perd sa fonction. Les conséquences sont donc variables selon l'organe touché et la taille de l'atteinte.

## Classification
Il existe plusieurs classifications des infarctus : par organe concerné ou par analyse anatomopathologique.
Les infarctus les plus fréquents sont :
- Dans le cœur (infarctus du myocarde).
- Dans le cerveau (accident vasculaire du cerveau).
- Dans l'intestin (infarctus intestinal mésentérique).
- Dans un rein (infarctus rénal).
- Dans un poumon (infarctus pulmonaire).

Un infarctus d'origine artérielle est causé par l'obstruction d'une artère systémique terminale. Les causes dites thrombotiques peuvent être liées à l'athérosclérose, maladie de la paroi des artères, mais aussi à une dissection artérielle ou à des artérites inflammatoires. La consommation de cocaïne, par le vasospasme qu'elle induit, peut également être responsable d'un infarctus. Le thrombus est un caillot formé sur place et qui va obstruer la lumière du vaisseau.
L'obstruction artérielle peut également être causée par un embole migrant depuis une autre partie de l'organisme. Il peut s'agir d'un caillot fibrinocruorique formé dans le système veineux profond des membres inférieurs lors d'une phlébite, et qui va principalement donner une embolie pulmonaire. L'existence d'un foramen ovale perméable peut aussi dans ce cas entraîner un accident vasculaire cérébral ou une ischémie des membres. Il existe des emboles non fibrinocruoriques, notamment des emboles de graisse ou des corps étrangers.
Sur le plan histologique, un infarctus artériel peut être dit blanc, lorsque l'atteinte ischémique est isolée, ou rouge, lorsque survient secondairement une transformation hémorragique. Les infarctus blancs touchent principalement les organes pleins comme le myocarde, le rein, ou la rate, tandis que les infarctus rouges concernent en priorité le poumon et le tube digestif.
Un infarctus d'origine veineuse est la conséquence de l'obstruction d'une veine de drainage, par thrombose ou compression extrinsèque. Sur le plan histologique, il s'agit d'un infarctus rouge. Les infarctus veineux peuvent être la conséquence d'une thrombophlébite cérébrale.

## Organes concernés
Le cœur : l'infarctus le plus connu est l'infarctus du myocarde (IDM), c'est-à-dire du muscle cardiaque (cœur).
Le cerveau : l'infarctus dans le cerveau est un type d'accident vasculaire cérébral (AVC). L'accident est dans la plupart des cas précédé par problèmes avec l'athérosclérose, qui sont maintenus pendant un temps.
Autres : l'intestin grêle, les reins, et les poumons, sont également concernés, même si leur vascularisation possède quelques anastomoses, car ces « ponts » de suppléance artériels sont parfois insuffisants pour garder un apport suffisant en oxygène lorsqu'une grosse artère se bouche.